# Gare de Kuala Lumpur Sentral
La gare de Kuala Lumpur Sentral (ou KL Sentral) est une gare ferroviaire de la capitale de la Malaisie, Kuala Lumpur. Important pôle d'échanges, elle accueille notamment une station terminus du monorail de Kuala Lumpur.
Inaugurée en 2001, elle remplace l'ancienne gare de Kuala Lumpur dans son rôle de plaque tournante ferroviaire de la capitale.

## Station du Monorail

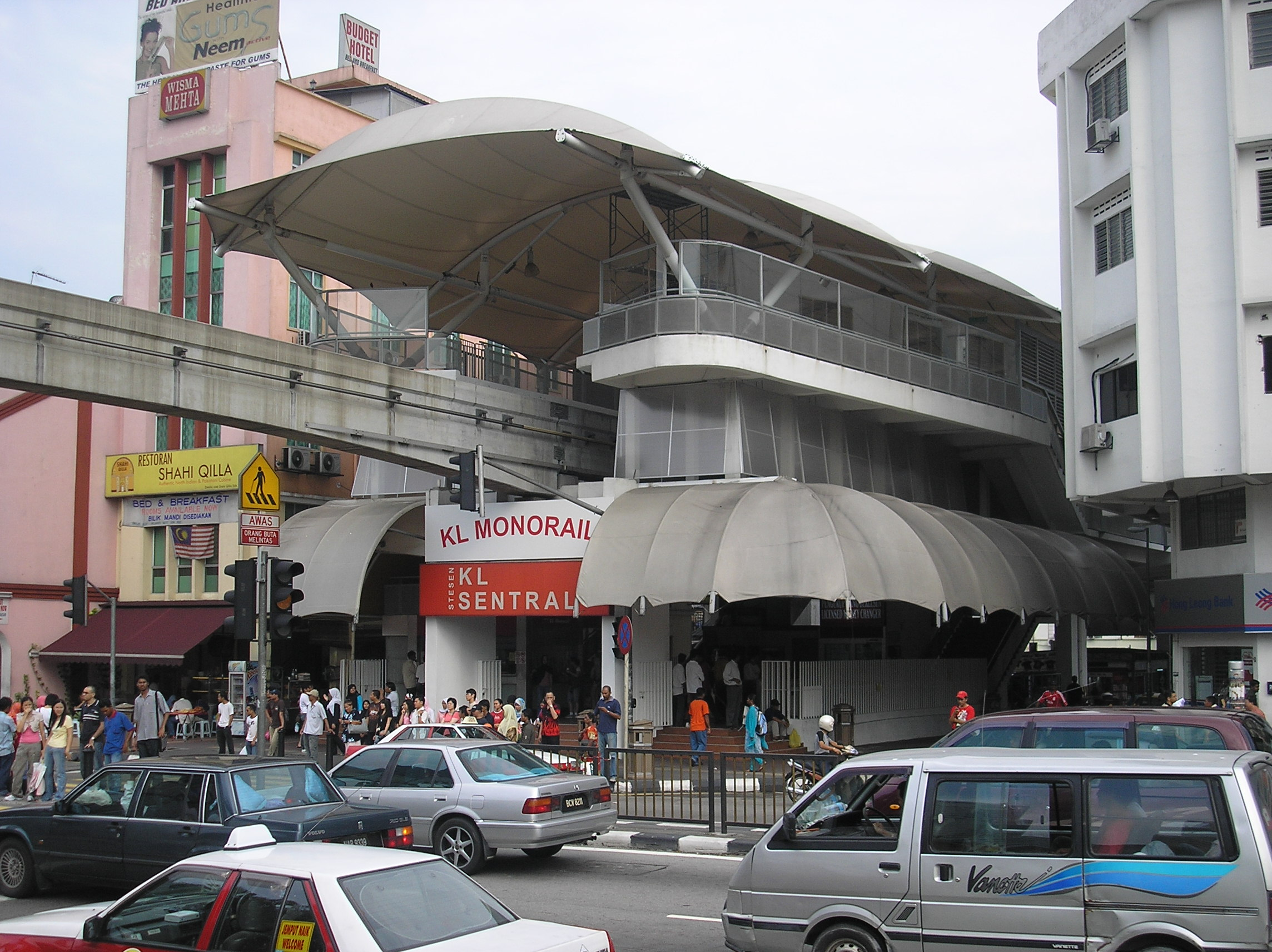
Station KL Sentral du Monorail de Kuala Lumpur.